# 卡緬諾耶湖 (奧波奇卡區)
56°38′31″N 29°05′56″E / 56.64194°N 29.09889°E
卡緬諾耶湖（俄语：Каменное），是俄羅斯的湖泊，位於該國西北部，由普斯科夫州負責管轄，處於奧波奇卡區，面積8.1平方公里，集水區面積51.6平方公里，平均水深3.7米，最大水深7米。